# Mount Loodts
Mount Loodts är ett berg i Antarktis. Det ligger i Östantarktis. Norge gör anspråk på området. Toppen på Mount Loodts är 2 420 meter över havet.
Terrängen runt Mount Loodts är platt åt nordväst, men åt sydost är den kuperad. Trakten är obefolkad. Det finns inga samhällen i närheten.